# Doug Clifford

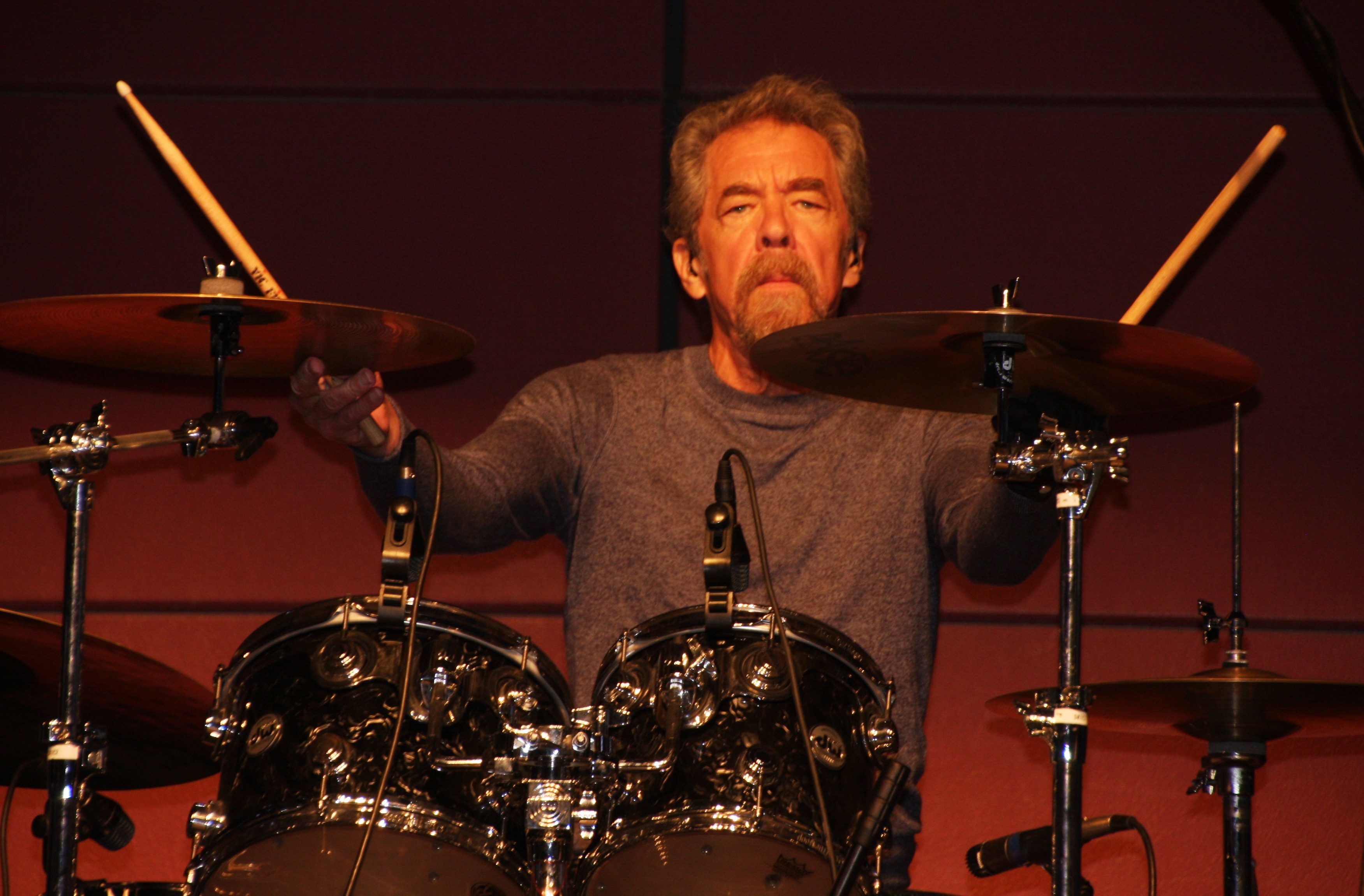
Doug Clifford (2016)

Doug „Cosmo“ Clifford (* 24. April 1945 in Palo Alto, Kalifornien) ist ein US-amerikanischer Musiker. Bekanntheit erlangte er vor allem als Schlagzeuger der US-amerikanischen Rockband Creedence Clearwater Revival.

## Leben

### Kindheit und Jugend
Doug Clifford wurde in Palo Alto, Kalifornien, geboren. Während seiner Jugend wurde er vor allem vom Rock ’n’ Roll und dessen Interpreten, wie Fats Domino, Bo Diddley, Little Richard, Elvis Presley und Carl Perkins, beeinflusst. Während der High School traf Clifford John Fogerty im Musikraum der Schule, und zusammen gründeten sie mit Stu Cook, der zu diesem Zeitpunkt noch Klavier spielte, 1959 die Blue Velvets, die Ende der 1960er-Jahre in Creedence Clearwater Revival aufgingen.

### Karriere mit CCR
Ende der 1960er-Jahre hatte die Band ihren Durchbruch und schuf mit Hits wie Bad Moon Rising, Lookin’ Out My Back Door, Green River oder Down on the Corner Hits, die Elemente aus Blues, Rock ’n’ Roll und Country verbanden. Bruce Eder von Allmusic nannte Clifford ein ebenso wichtiges Element in der Musik der Band, wie beispielsweise John Fogertys Stimme und Gitarrenstil (“[…] yes, he [John Fogerty] wrote the stuff, but they were the rhythm section, and as good a rhythm section as any American white rock & roll band of the ’60s ever had, on songs where the beat, not to mention the textures of the bass and the drums, counted for a lot”). Außerdem ist er Namensgeber des fünften Albums der Band, Cosmo’s Factory.
Clifford durfte für das 1972 erschienene Album Mardi Gras – wie auch der Bassist Stu Cook – erstmals einige Lieder schreiben, darunter Songs wie Tearin’ Up the Country, die außerhalb der Fankreise von Creedence Clearwater Revival relativ unbekannt sind. Tearin’ Up the Country wurde 1972 auch als B-Seite von Someday Never Comes, der letzten Single der Band, veröffentlicht, erreichte aber nicht die Charts.
Als die Band sich im Oktober 1972 trennte, ergriffen er und Stu Cook die Partei von Fantasy Records, was ihnen Feindschaft mit dem Leadgitarristen und Sänger John Fogerty einbrachte, der sich direkt nach der Auflösung der Band im Streit mit Fantasy befand. Nach Auflösung der CCR veröffentlichte er das Soloalbum Cosmo (September 1972).
Während seiner Zeit in der Band spielte er Schlagzeuge von Camco (heute Drum Workshop).

### Gegenwart
Im Jahre 1995 gründete er zusammen mit Stu Cook die Band Creedence Clearwater Revisited. Diese Band versteht sich nicht als CCR-Coverband, sondern als eine Fortführung der damaligen Band.